# Andon Dončevski
Andon Dončevski (in macedone Андон Дончевски?; Kavadarci, 19 novembre 1935) è un allenatore di calcio ed ex calciatore macedone, di ruolo attaccante.

## Palmarès

### Giocatore
- 2. Savezna liga: 3

Vardar: 1959-1960, 1962-1963, 1970-1971
- Coppa di Jugoslavia: 1

Vardar: 1960-1961